# Moosskorpione

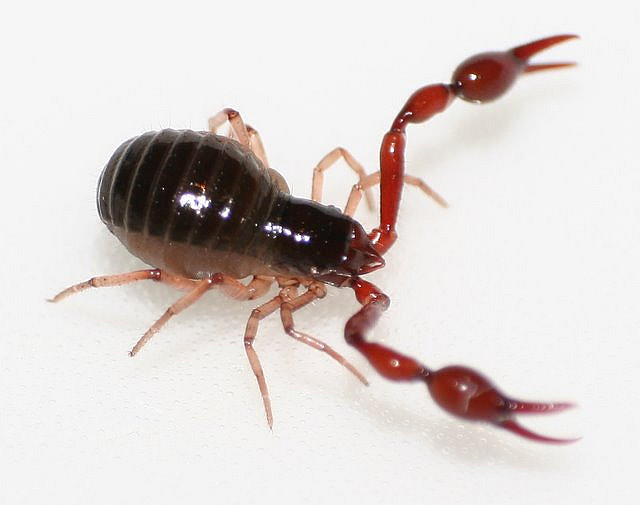
Neobisium sylvaticum

Die Moosskorpione (Neobisium) sind die wohl häufigsten Vertreter der Pseudoskorpione in Mitteleuropa. Es existieren allerdings zahlreiche Arten, die oft nur mikroskopisch und von Spezialisten sicher zu unterscheiden sind. Zu den regelmäßig anzutreffenden Arten zählt unter anderem Neobisium carcinoides.

## Merkmale
Die winzigen Moosskorpione werden etwa zwei bis vier Millimeter lang und weisen den für Pseudoskorpione typischen Körperbau auf. Der Körper ist meistens glänzend schwärzlich gefärbt und weniger breit und abgeflacht als beim bekannten Bücherskorpion (Chelifer cancroides). Auch sind die Rückenplatten nicht in der Mitte längsgeteilt. Der Vorderkörper (Prosoma) hat eine mehr rechteckige Form. Die Mundwerkzeuge (Kieferklauen, Cheliceren) sind rötlich und verhältnismäßig groß, die ebenfalls roten Pedipalpen-Scherenarme werden nicht ganz so lang wie beim Bücherskorpion. Vorne sind beiderseits zwei Augen vorhanden; die Sinnesorientierung erfolgt aber in erster Linie durch Tasthaare.

## Lebensweise
Moosskorpione leben vor allem in der mäßig feuchten Streuschicht von Wäldern sowie unter Steinen und Holzstücken. Sie legen in der Regel keine Wohngespinste an. Die Tiere ernähren sich räuberisch: Die Beute, insbesondere Springschwänze, wird nach dem Ergreifen mit den Pedipalpenscheren direkt an die Cheliceren geführt, dort zu einem Klumpen zerknetet und verflüssigt und schließlich vollständig verzehrt. Das unterscheidet die Moosskorpione beispielsweise vom Bücherskorpion, der seine Opfer zunächst mit einer Giftinjektion lähmt, dann durch ein Loch in der Körperhülle eine Verdauungsflüssigkeit zuführt, um die Beute dann auszusaugen.
Die Fortpflanzung findet, anders als bei den meisten anderen Pseudoskorpionen, ohne einen direkten Partnerkontakt statt. Ohne Anwesenheit eines Weibchens setzt das Männchen eine Spermatophore auf dem Boden ab, die später von einem vorbeikommenden Weibchen gefunden und aufgenommen wird.
Die Brutpflege ist hochentwickelt. Das Weibchen spinnt ein kuppelförmiges Nest und tarnt dieses äußerlich mit Fremdpartikeln. Die Eier werden in einen zuvor an der Geschlechtsöffnung ausgepressten Brutbeutel deponiert, der unter dem Hinterleib (Opisthosoma) getragen wird. Darin werden die Embryonen mit einer Nährflüssigkeit der Mutter versorgt. Nach drei Häutungen vollendet der Nachwuchs über verschiedene Nymphenstadien (Proto-, Deuto- und Tritonymphe) seine Entwicklung innerhalb von drei bis vier Wochen zum Moosskorpion.

## Arten (Auswahl)
Im Folgenden werden die in Mitteleuropa vorkommenden Arten der Gattung aufgelistet.
- Neobisium aelleni Vachon, 1976
- Neobisium aueri Beier, 1962
- Neobisium brevidigitatum Beier, 1928
- Neobisium caporiaccoi Heurtault-Rossi, 1966
- Neobisium carcinoides (Hermann, 1804) (Syn.: N. germanicum, N. muscorum, N. nemorale)
- Neobisium carinthiacum Beier, 1939
- Neobisium carpaticum Beier, 1935
- Neobisium crassifemoratum (Beier, 1928)
- Neobisium doderoi (Simon, 1896)
- Neobisium dolicodactylum (Canestrini, 1874)
- Neobisium dolomiticum Beier, 1952
- Neobisium erythrodactylum (L. Koch, 1873)
- Neobisium fuscimanum (C.L. Koch, 1843)
- Neobisium galeatum Beier, 1953
- Neobisium gineti Vachon, 1966
- Neobisium helveticum Heurtault, 1971
- Neobisium hermanni Beier, 1938
- Neobisium jugorum (L. Koch, 1873)
- Neobisium minimum Beier, 1928
- Neobisium noricum Beier, 1939
- Neobisium polonicum Rafalski, 1936
- Neobisium schenkeli (Strand, 1932)
- Neobisium simile (L. Koch, 1873)
- Neobisium simoni (L. Koch, 1873)
- Neobisium strausaki Vachon, 1966
- Neobisium sylvaticum (C.L. Koch, 1835)